# Olle Ljunggren
Olle Ljunggren, född den 9 februari 1921 i Osby församling, Kristianstads län, död 13 februari 2003 i Lidingö församling, Stockholms län,  var en svensk medeldistanslöpare. Han tävlade för Örgryte IS. 
Ljunggren var fyra på EM 1946 och vann SM 1947 på 800 meter. 1948 deltog han på 800 meter i OS i London men blev utslagen i semifinalen.
Han var gift med gymnasten och idrottsledaren Stina Ljunggren.